# 닌텐도 DS 브라우저

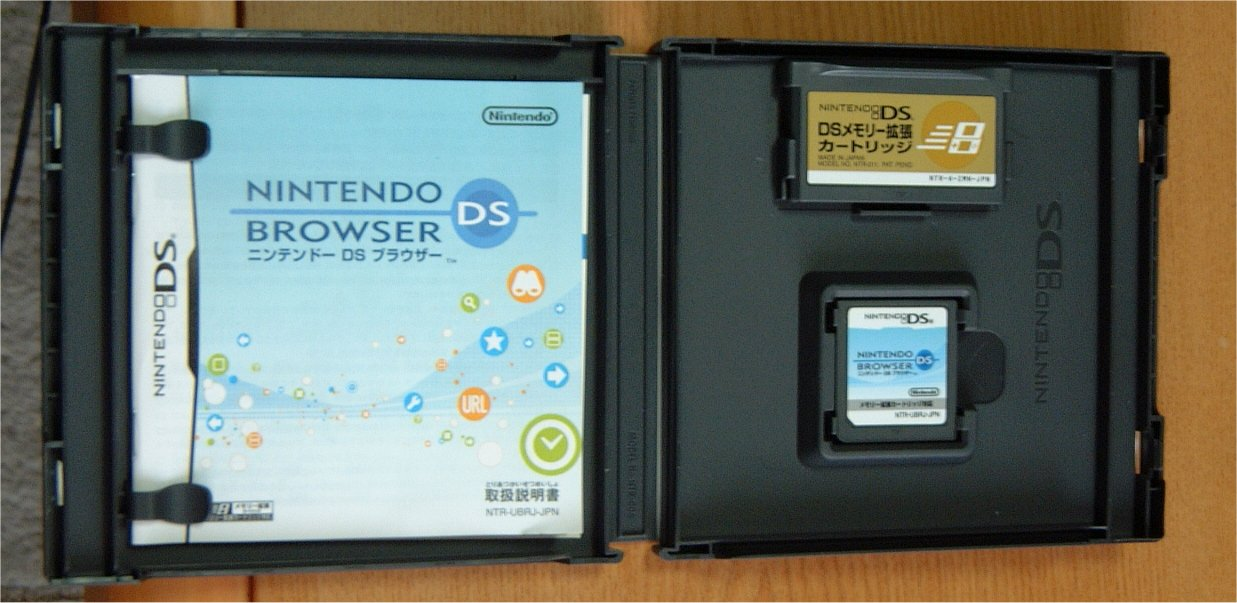
닌텐도 DS 브라우저의 카트리지와 DS 카드

닌텐도 DS 브라우저(영어: Nintendo DS Browser)는 오페라 소프트웨어와 닌텐도에서 오페라 웹 브라우저를 닌텐도 DS용으로 개발한 제품으로, 닌텐도 DS와 닌텐도 DS 라이트에서 사용이 가능하다. 2006년 일본에서 먼저 발매되었으며 DS용 카트리지 슬롯에 웹 브라우저 카트리지를, GBA용 카트리지 슬롯에 메모리 확장 카트리지를 장착하는 방식으로 사용한다. DS와 DS 라이트용 모두 10MB의 메모리 확장 카트리지를 모두 가지고 있는데, 브라우저를 사용하는 실제 메모리 용량 크기 차이 때문이다.
닌텐도 DSi와 호환이 되지 않지만, DSi 숍에서 DSi용 웹 브라우저를 내려받으면 DSi에서도 사용할 수 있다. 하지만 한국 정식발매 닌텐도 DSi에서는 한국닌텐도가 닌텐도 DSi 숍에 브라우저를 업로드하지 않아 할 수 없다. 닌텐도 DS 브라우저는 DSi에서 호환이 되지 않기 때문에, 인터넷 브라우징은 한국 정식발매 닌텐도 DSi에서는 인터넷이 불가능하다.

## 기능
일반적인 HTML, XHTML, CSS를 해석할 수 있으며, 일부 자바스크립트도 실행 가능하다. (Ajax는 미지원), JPEG, PNG, GIF 그림 표시와, SSL, HTTP 쿠키를 지원한다. 전원을 끄면 쿠키는 없어진다.
통신은 내장 무선 랜(IEEE 802.11)만 지원한다. 일반 무선 랜은 물론 닌텐도 와이파이 USB 커넥터를 이용한 무선 랜도 가능하다. WEP 인증 방식은 가능하나 WPA 인증은 지원하지 않는다. 이미 닌텐도 와이파이 커넥션을 지원하는 게임 소프트웨어를 통해 설정한 경우에는 별다른 추가 설정 없이도 바로 사용이 가능하다.
텍스트 입력 상자를 클릭하면 자동적으로 터치스크린에 표시되는 키보드를 이용해 문자를 입력할 수 있다.
웹 브라우저에 암호를 설정해 다른 이의 사용을 막을 수도 있다.

## 단점
- 복사와 붙여넣기를 지원하지 않는다.
- 동영상, 소리 파일, 어도비 플래시, 자바 애플릿을 지원하지 않는다.

## 같이 보기
- 인터넷 채널